# Уилям Лорънс Браг
Уилям Лорънс Браг (на английски: Sir William Lawrence Bragg) е австралийски физик, който споделя Нобеловата награда за физика за 1915 година с баща си Уилям Хенри Браг.

## Биография
Роден е на 31 март 1890 година в Аделаида, Австралия. Става преподавател в Кеймбриджкия университет.
Изследва различни кристали с помощта на рентгенови лъчи и установява закона за дифракция на рентгеновите лъчи в кристали, наречен по-късно на негово име:
{\displaystyle n\lambda =2d\cdot \sin \theta \,}
където
- n е цяло число
- λ е дължината на вълната на рентгеновите лъчи
- d е разстоянието между равнините в кристалната решетка
- θ е ъгълът между падналите и разсеяни лъчи

Умира на 1 юли 1971 година в Ипсуич, Англия.